# Từ Bi Hồng
Từ Bi Hồng (徐悲鴻, 1895-1953) là một họa sĩ chuyên vẽ tranh về ngựa, người Trung Quốc.

## Cuộc đời
Ông sinh ngày 19 tháng 7 năm 1895 tại thôn Chấn Kì, Đình Kiều, huyện Nghi Hưng, tỉnh Giang Tô, Trung Quốc trong một gia đình có 6 anh em. Hồi bé còn có tên là Thọ Khang, bố ông là Từ Đạt Chương, họ Từ ba đời làm nông dân. Bố ông là một họa sĩ dân gian nổi tiếng trong vùng bằng nghề khắc dấu, viết câu đối, vẽ tranh dân gian và canh nông. Vì vậy, Từ Bi Hồng đã sớm phải gánh vác việc gia đình do gia cảnh không mấy khá giả, lại là con trưởng.
Năm 6 tuổi, ông đã được bố dạy vẽ tranh dân gian. Sau đó, ông đã cùng cha mình đi rất nhiều nơi để vẽ tranh, khắc dấu cho nhiều đình thờ, miếu mạo quanh vùng.
Năm 1912, ông đến Thượng Hải học vẽ theo trường phái hội họa của châu Âu. Sau đó, ông đã về quê dạy học ở một trường trung học. 
Năm 1916, ông trở lại Thượng Hải và thi vào trường Đại học Mĩ thuật. Nhờ học giỏi, ông đã được du học tại Cao đẳng Mĩ thuật Paris sau đó 3 năm. Chính nhờ thời gian học tại nước ngoài, ông đã tiếp thu được rất nhiều tinh hoa văn hóa hội họa của nhân loại. Ông đã tới nhiều nước ở châu Âu như: Đức, Ý, Thụy Sĩ, Nhật Bản, Ấn Độ, Singapore, Indonesia... nên tài năng kiệt xuất của ông là một sự tổng hòa của văn hóa hội họa Đông - Tây.
Ông về và sinh sống tại Nam Kinh và được bổ nhiệm làm giảng viên Đại học Trung ương Nam Kinh, rồi Viện trưởng Viện Mĩ thuật Trung ương Bắc Kinh. Ông mất ngày 26 tháng 9 năm 1952 tại Bắc Kinh vì bệnh xuất huyết não.

## Sự nghiệp
Ông là họa sĩ nổi tiếng về vẽ ngựa, ngoài ra là những bức tranh về vẽ chân dung. Những con ngựa được ông vẽ với đủ những tư thế, ông vẽ bằng lối tả ý theo truyền thống hội họa của Trung Quốc, kết hợp với kĩ xảo sáng tối của châu Âu. Những nét vẽ cuồn cuộn nhưng rất phóng khoáng với màu mực nho truyền thống. Thông qua hình ảnh con ngựa, ông bộc lộ tình cảm nhiệt huyết của mình, gửi gắm khát vọng, tinh thần nhân văn của văn hóa Trung Hoa. Ông bày tỏ niềm vui sướng của mình trước mọi thắng lợi và thành công của con người.
Những bức tranh chân dung ông vẽ là vợ của ông (Tưởng Bích Vy), của những nữ sinh nơi ông giảng dạy và chân dung của những nhà tư tưởng tiến bộ ông từng tiếp xúc.
Không chỉ là một đại danh họa, Từ Bi Hồng còn là một nhà yêu nước, nhà hoạt động xã hội nhiệt thành và là một nhà giáo dục xuất sắc của Trung Hoa và thế giới.
Từ năm 1937 - 1939, Ông được phong hàm giáo sư nghệ thuật, chủ nhiệm hội Mĩ thuật và rồi Viện trưởng Viện Nghệ thuật Bắc Kinh. Ông được coi là một trong những thành viên thành lập phong trào nghệ thuật theo chủ nghĩa hiện thực ở Trung Quốc và là một trong hai danh họa vĩ đại nhất của Trung Quốc thế kỷ 20 (Cùng với Tề Bạch Thạch).